# Frank Reiss
Frank Reiss (geboren 1935 in Berlin) ist ein tschechoslowakisch-US-amerikanischer Sozialarbeiter.

## Leben
Reiss war ein Sohn des Paul Reiss (1902–1942) aus Trnava und der Rosalie Schönberg aus Auschwitz, beides Kleinstädte im damaligen Österreich-Ungarn. Die Familie wohnte in Berlin in der Bamberger Straße und war gut situiert. Sie flohen unter dem zunehmenden rassistischen Druck 1937 nach Wien und von dort in die Tschechoslowakei, die 1939 geteilt wurde. Seine Mutter war im Widerstand gegen die Nationalsozialisten und wurde 1940 verhaftet und ermordet. Sein Vater kam im August 1942 im Konzentrationslager Majdanek um. Von da an lebte Reiss bei der jüdischen Familie Pollák, mit der er die Lagerhaft teilte. Im Oktober 1944 kam er mit der Pflegemutter ins Ghetto Theresienstadt, wo sie im Mai 1945 von den Sowjets befreit wurden. 
Eine Schwester seiner Mutter überlebte die KZ-Haft, in der die Deutschen an ihr Medizinversuche durchgeführt hatten. Sein Pflegevater kehrte aus der KZ-Haft in Sachsenhausen zurück. Reiss wurde 1948 von der kommunistischen tschechoslowakischen Regierung die Ausreise als Holocaustwaise nach Israel verwehrt, und er lebte bis zu seinem 17. Lebensjahr in der Pflegefamilie. Im Jahr 1947 wurde Roman Mach sein Klassenkamerad und von da an lebenslanger Freund, Sohn von Sano Mach (1902–1980), dem Führer der faschistischen Hlinka-Garden und zeitweise Innenminister der faschistischen Slowakischen Republik. Nach dem Abitur studierte er Jura und arbeitete in der öffentlichen Verwaltung. 
Reiss heiratete und hat zwei Kinder, die Familie floh während des Prager Frühlings 1968 aus der Tschechoslowakei, und er musste in New York wieder ganz unten als Hilfsarbeiter anfangen und eine weitere Sprache lernen, obschon er bereits 5 Sprachen beherrschte. Da er jetzt in einem westlichen Staat wohnte, hatte er Anspruch auf Wiedergutmachungsleistungen seitens der Bundesrepublik Deutschland. Mit dem Geld machte er einen weiteren Berufsabschluss als Sozialarbeiter an der Columbia University. Er arbeitete dann für 8 Jahre bei der  Hebrew Immigrant Aid Society (HIAS) und wurde später Europa-Direktor der Anti-Defamation League (ADL). Nach der politischen Wende in Europa 1989 war Reiss auch in der Tschechoslowakei tätig.
Reiss schrieb 2004 zusammen mit seinem 1972 geborenen Sohn Pavel Matocha ein autobiografisches Buch.

## Schriften (Auswahl)
- Frank Reiss: „Wenn ich schon ein Fremder sein muß...“. In: Henri Jacob Hempel (Hrsg.): „Wenn ich schon ein Fremder sein muß...“ Deutsch-jüdische Emigranten in New York. Frankfurt am Main : Ullstein, 1983, S. 142–163
- Bedrich Martinic, Frank Reiss Die Rückkehr der verlorenen Bürger der Stadt Hechingen., Fernsehfeature, Ausstrahlung Südwest3, 10. April 1998
- Potíže s hrdiny Potíže s hrdiny : příběh Franka Reissa / Pavel Matocha, Frank Reiss. Prag : Lidové noviny, 2004
  - Frank Reiss; Pavel Matocha: Der Vater meines besten Freundes schickte meinen Vater ins KZ : eine jüdische Biographie zwischen Deutschland, der Slowakei, Tschechien und den USA. Übersetzung aus dem Tschechischen Werner Imhof. München : Martin Meidenbauer, 2007
- Die Hölle auf Erden. Übersetzung aus dem Englischen Werner Imhof. Stuttgart : Stuttgarter Lehrhaus, Stiftung für interreligiösen Dialog, 2018

## Film
- Wolfgang Schoen (Regie): Sohn des Opfers – Sohn des Täters – Die Geschichte einer ungewöhnlichen Freundschaft. Dokumentation, 2005; 45 Min. (Der gemeinsame Weg von zwei Männern der Kindergeneration, Roman Mach und Frank Reiss, an den Todesort des Vaters von einem.)